# Peperomia choroniana
Peperomia choroniana är en pepparväxtart som beskrevs av C. Dc.. Peperomia choroniana ingår i släktet peperomior, och familjen pepparväxter. Utöver nominatformen finns också underarten P. c. heterodoxa.